# Dziekanowice (Dobczyce)
Dziekanowice ist eine Ortschaft mit einem Schulzenamt der Gmina Dobczyce im Powiat Myślenicki der Woiwodschaft Kleinpolen in Polen.
Der Ort liegt in Pogórze Wielickie nördlich der Stadt Dobczyce.

## Geschichte

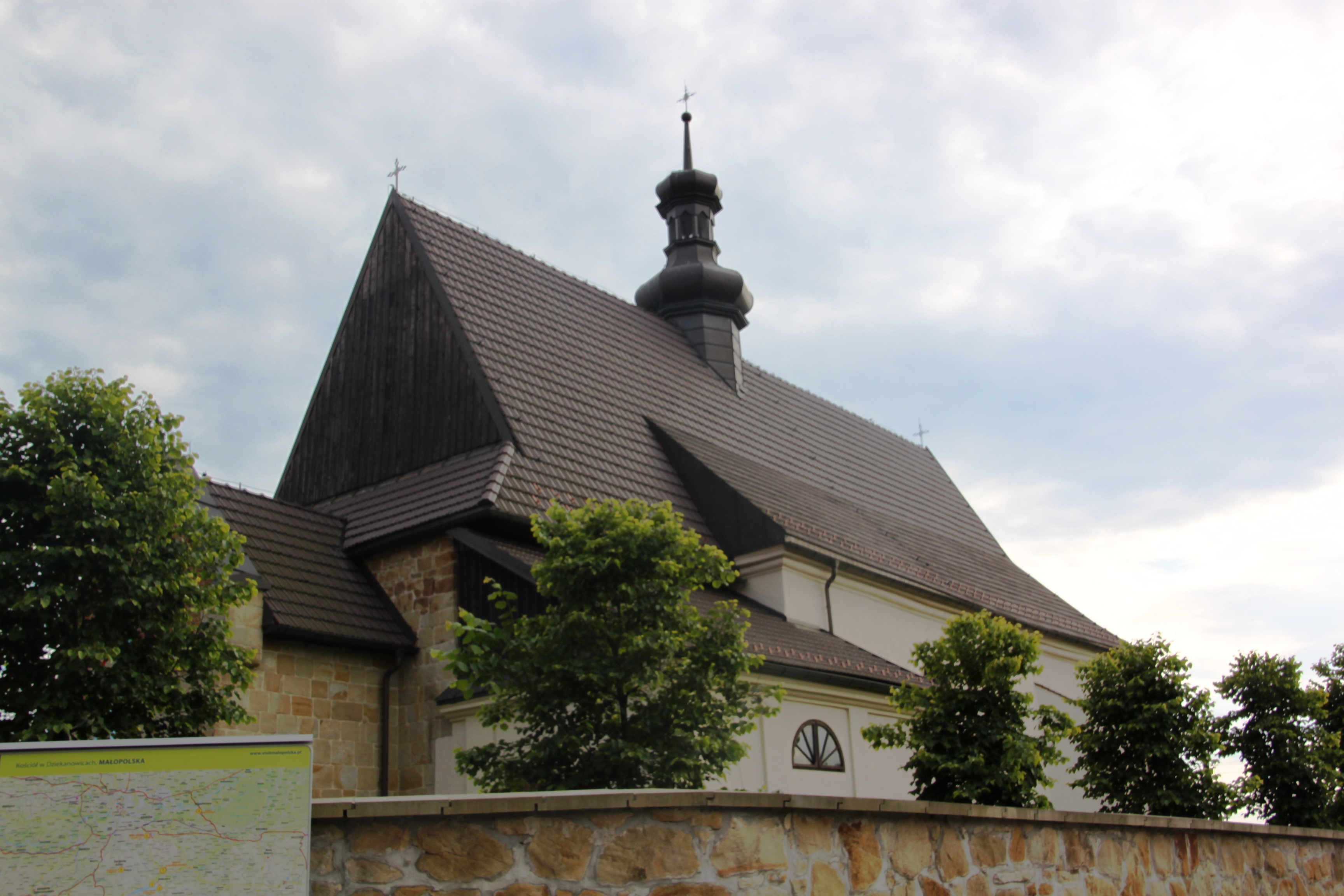
Romanische Kirche in Dziekanowice

Der Ort wurde im Jahr 1270 Zechanows erstmals urkundlich erwähnt, obwohl es schon eine romanische Kirche aus der zweiten Hälfte des 12. Jahrhunderts im Dorf gab. Der Name ist patronymisch abgeleitet vom Appellativ dziekan (deutsch Dekan) oder vom Personennamen Dziekan mit typischem westslawischen Suffix -(ow)ice.
Der Name könnte auf ein ursprünglich kirchliches Besitztum des Dorfs deuten, wurde aber kurz darauf zum privaten Dorf. Politisch gehörte es zunächst zum Königreich Polen (ab 1569 in der Adelsrepublik Polen-Litauen), Woiwodschaft Krakau, Kreis Szczyrzyc.
Im Jahr 1600 war Dziekanowice im königlichen Besitz und die örtliche Pfarrkirche war Sitz einer reformierten Gemeinde, was eine sehr seltene Kombination war.
Bei der Ersten Teilung Polens wurde das Dorf 1772 Teil des neuen Königreichs Galizien und Lodomerien des habsburgischen Kaiserreichs (ab 1804).
1918, nach dem Ende des Ersten Weltkriegs und dem Zusammenbruch der k.u.k. Monarchie, wurde Dziekanowice, mit  Ausnahme der Zeit der Besetzung Polens durch die Wehrmacht im Zweiten Weltkrieg, Teil Polens.